# Marjan Krnjić
Marjan Krnjić, slovenski modni oblikovalec in stilist, * 1. junij 1989, Maribor, † 12. marec 2022.
Imel je lastno blagovno znamko MK exclusive.

## Življenje v Sloveniji
Deloval je kot oblikovalec in stilist domačih estradnikov. Sodeloval je med drugimi s pevko Regino, Sabino Remar, Iris Mulej, Katarino Jurkovič. Leta 2015 je bil kot prvi slovenski oblikovalec povabljen na Montenegro Fashion Week.

## Življenje v Veliki Britaniji
Od leta 2016 je živel in delal v Združenem kraljestvu, kjer se je dodatno izobraževal tudi na University of the Arts London. V Londonu je snemal YouTube oddajo London Overdose, ki so jo leta 2019 predvajali na televiziji NET TV.

V januarju leta 2019 je kot izbrani umetnik bival v rezidenci Ministrstva za kulturo v Londonu. V spomin na brata je ustvaril skulpturo Energy. Leta 2019 je izdal tudi učbenik My Sketchbook in dva planerja pod naslovom My First Planner in My Planner 2020. 

## Pisatelj otroških pravljic
Aprila leta 2019 je napisal prvo pravljico za otroke Fashionable Ann, ta se je v prvem mesecu prodaje v tujini uvrstila med najbolje prodajane pravljice za otroke na Amazonu. Kasneje je bila prevedena tudi v slovenščino kot Modna Ana, prevod je izšel pri založbi Stella. Izšla je tudi kot zvočna knjiga.